# Давид Глајршер
Давид Глајршер (Хал у Тиролу, 23. јул 1994) је аустријски репрезентативац у санкању. 
Такмичио се на Олимпијским играма младих у Инзбруку 2012. где је заузео седамнаесто место. На Светском првенству 2012. био је 22, 2016. седми, а 2017. четрдесет девети. На Олимпијским играма у Пјонгчангу 2018. освојио је златну медаљу, што је друга златна за Аустрију у мушкој појединачној дисциплини од 1968. Са штафетом Аустрије дошао је до бронзе.
Његов отац Герхард и брат Нико такође су репрезентативци Аустрије у санкању.